# 附言
附言（英語：postscript）指的是在書信（或其它文章體栽）完結處之後添加上的内容，縮寫為「PS」或“P.S.”。
附言通常可能是一個句子、一個段落或是對許多段落的補充，它往往是在匆忙之間順便在一篇手稿或書信結尾處添上的。在一個正式的出版品或文章中，一個被稱為「後記」的附言内容會被精心設計以便添加在文章完結處之後。
有些時候，附言本身也有一個被稱為「附附言」（post-post-scriptum; PPS）的附言，甚至「附附附言」（post-post-post-scriptum; PPPS）無盡循環，不過一般上止于「附附言」。
附言中文也可称作“又及”。

## 另見
- 前序
- 後記

## 引用
1. ↑  Sullivan, Robert Joseph. . Original from Oxford University. 1877: 509 and 317.
2. ↑  Tanner, William Maddux. . Original from the University of California: Ginn & Co. 1922: xxvii.